# 交響曲第5番 (吉松隆)
交響曲第5番Op.87は、吉松隆が2001年に作曲した交響曲である。

## 概要
吉松は、交響曲第5番を書くにあたって冒頭は「運命」のモチーフで始まりド・ミ・ソの主和音で終わるという夢を持っていた。実際、曲はタタタターンという運命動機で始まっている。

## 初演
2001年10月6日、サントリー音楽財団作曲家の個展「吉松隆」にて藤岡幸夫指揮、東京交響楽団によって初演された。

## 楽器編成
ピッコロ（アルトフルート持ち替え）、フルート2、オーボエ2、イングリッシュホルン、B♭管クラリネット2、バスクラリネット、ファゴット2、コントラファゴット、F管ホルン6、C管トランペット4、トロンボーン3、チューバ、ティンパニ、クラベス、クイーカ、トムトム、小太鼓、大太鼓、サスペンテッドシンバル、ハイハットシンバル、シンバル、タムタム、トライアングル、ウィンドベル、ウィンドチャイム、タンバリン、マラカス、カバサ、アゴゴ、コンガ、カウベル、ウッドブロック、カスタネット、ヴィブラスラップ、アンティークシンバル、チューブラーベル、グロッケンシュピール、木琴、ヴィブラフォン、マリンバ、ピアノ、チェレスタ、弦五部

## 楽曲構成
4楽章構成で演奏時間は約46分。
各楽章に、作曲者が簡単な解説を与えている。

### 第1楽章：アンダンテ・ペサンテーアレグロ・モルト
作曲者は、３つの異質なモチーフが登場する軋んだ序奏と、後悔と希望とが歪に錯綜しながら疾走する分裂症的なアレグロと述べている。

### 第2楽章：アレグレットーアレグロ・モルト
作曲者は、冷笑的で悪魔的な乾いたスケルツォ。ジャズ風のベース・ラインに乗って悪夢が皮肉な笑みの中で跳梁跋扈すると述べている。

### 第3楽章：アンダンテ・ラメントーソ
作曲者は、女性性によせる悲歌風のアダージョ。星くずの下での鳥たちの夢と回想、そして亡き妹へよせるワルツの残像と述べている。

### 第4楽章：アンダンテ・マエストーソーアレグロ・モルト
作曲者は、祝祭的なファンファーレで始まり、ロックのビートで駆け抜ける錯乱した舞踏としてのフィナーレ。夢の収斂と昇華と述べている。